# Gedimino prospektas
Gedimino prospektas (dansk: Gedimino Boulevard) er en af de centrale gader i Vilnius, hvor de fleste af de statslige institutioner i Litauen er koncentreret, herunder regeringskontorer, Seimas (parlamentet), forfatningsdomstolen og ministerier. Samtidigt er kulturelle institutioner såsom Det litauiske nationale Drama Theatre, Litauens Nationalbank, Det litauiske akademi for musik og teater og Martynas Mažvydas Nationalbibliotek beliggende i gaden. I dag er boulevarden en populær shopping og restaurantgade. Gedimino prospektas er delvis gågade om aftenen.
Boulevarden er opkaldt efter storhertugen af Litauen, Gediminas. Gaden løber fra Žvėrynas broen over Neris nær Seimas til Katedros aikštė (dansk: Domkirke Pladsen) og Vilnius Slotskompleks i den anden ende. På nordsiden Gedimino prospektas ligger Lukiškės aikštė, der med sine 4 ha er Vilnius' største plads. Boulevarden forbinder Senamiestis med Žvėrynas.

## Historie
Gaden, der er anlagt i 1836, var oprindeligt kendt som St. George prospektas, Mickiewicz gatvė (polsk: ulica Mickiewicza) da Vilnius var besat af Polen (1922-1939), Adolf Hitler gade under den tyske besættelse under 2. verdenskrig. Senere blev Gedimino prospektas omdøbt til Lenin Boulevard. Gedimino prospektas har haft sit nuværende navn fra 1939 til 1940 og siden 1989.
En del af alléen fra Vilnius katedralen til Savivaldybės aikštė blev renoveret før fejringen af 750 årsdagen for Mindaugas' kroning i 2003. Renoveringen omfattede anlæggelse af et underjordisk parkeringsanlæg under Savivaldybės aikštė. I forbindelse med renoveringen blev over 100 nye træer blev plantet. Under udgravningerne blev et par arkæologiske fund afsløret og er nu udstillet i parkeringshuset. Renoveringen af den øvrige del af boulevarden er siden fortsat.